# Leonardo Torres Quevedo
Pour les articles homonymes, voir Torres.
Leonardo Torres Quevedo, parfois écrit Leonardo Torres y Quevedo, (né dans le village de Santa Cruz de Iguña, en Cantabrie et mort le 18 décembre 1936 à Madrid), est un ingénieur des travaux publics, mathématicien, physicien et inventeur espagnol de la fin du XIXe siècle et au début du XXe siècle. Membre de l’Académie royale des sciences d'Espagne dès 1901, il en devient président en 1928, il était aussi un membre correspondant de l'Institut de France.
Torres fut le premier à utiliser des relais électromécaniques pour implémenter les fonctions arithmétiques d'une machine à calculer. Il montra que tous les éléments mécaniques de la machine analytique de Charles Babbage pouvaient être remplacés par des éléments électriques construits avec des relais. Il en fit la démonstration en construisant deux machines analytiques extrêmement limitées mais fonctionnelles, une en 1914 et une en 1920.
Il inventa le premier automate joueur d’échecs et créa ainsi le premier jeu électronique.
Il inventa un dirigeable qui fut utilisé durant la Première Guerre mondiale, un téléphérique pour les chutes du Niagara qui est encore en service de nos jours et, avec Nikola Tesla, il fut un pionnier dans l'invention des télécommandes.

## Biographie
Leonardo Torres Quevedo est le fils de Luis Torres y Vildosola Urquijo, un ingénieur des chemins de fer espagnol et du génie civil de Bilbao, et de Valentina de Quevedo y Maza.
Il a fait ses études secondaires à Bilbao, et se rendit ensuite à Paris, où il étudia pendant deux ans au collège des frères de la Doctrine Chrétienne (1868 et 1869).
En 1870, il revient en Espagne, et rejoint sa famille qui s'est installée à Madrid. Il commença des études à l'École officielle de génie civil. En 1873, il interrompit temporairement ses études, pour se porter volontaire à la défense de Bilbao, assiégée par les troupes carlistes au cours de la Troisième Guerre carliste. Une fois la levée du siège de Bilbao, le 2 mai 1874, il reprit ses études et les termina en 1876.
Il a commencé sa carrière dans l'entreprise de chemin de fer dans laquelle exerçait son père et avec lequel il collabora. Mais bientôt, il se lance dans un long voyage en Europe pour constater de visu, les progrès scientifiques et techniques, en particulier dans le domaine émergent de l'électricité. De retour en Espagne, il s'installe à Santander où il commença une activité de recherche et d'étude.
Le 16 avril 1885, il épousa Luz Polanco y Navarro, et ils eurent huit enfants (Leonard et Julia, morts jeunes, Luz, Valentina, Luisa, Gonzalo, Leonardo et Fernando).
En 1887, il travailla sur la réalisation de son premier ferries, qu'il présenta en 1890 en Suisse, mais son projet ne fut pas retenu.
En 1889, il s'installa à Madrid, en prenant part à la vie sociale, littéraire et scientifique. Il présenta un Rapport sur les machines algébriques à l'Académie royale des sciences exactes, physiques et naturelles de Madrid.
En 1893, il publia son premier article scientifique sur les résultats de l'ensemble de ses recherches.
En 1895, il présenta un rapport Sur les machines algébriques lors d'une conférence à Bordeaux.
En 1900, il présenta un autre rapport sur les "Machines à calculer" à l'Académie des sciences à Paris.
En 1901, il créa le Laboratoire de mécanique appliquée à l'université de Madrid, dont il devint le responsable. Ce laboratoire élabora des instruments scientifiques. Cette même année, il entra à l'Académie royale des sciences exactes, physiques et naturelles espagnole. Il en devint le président en 1910.
En 1902, il a présenté un rapport préliminaire sur la technologie des dirigeables à l'Académie des sciences de Madrid, et déposa à Paris, en 1903 le brevet de Telekino.

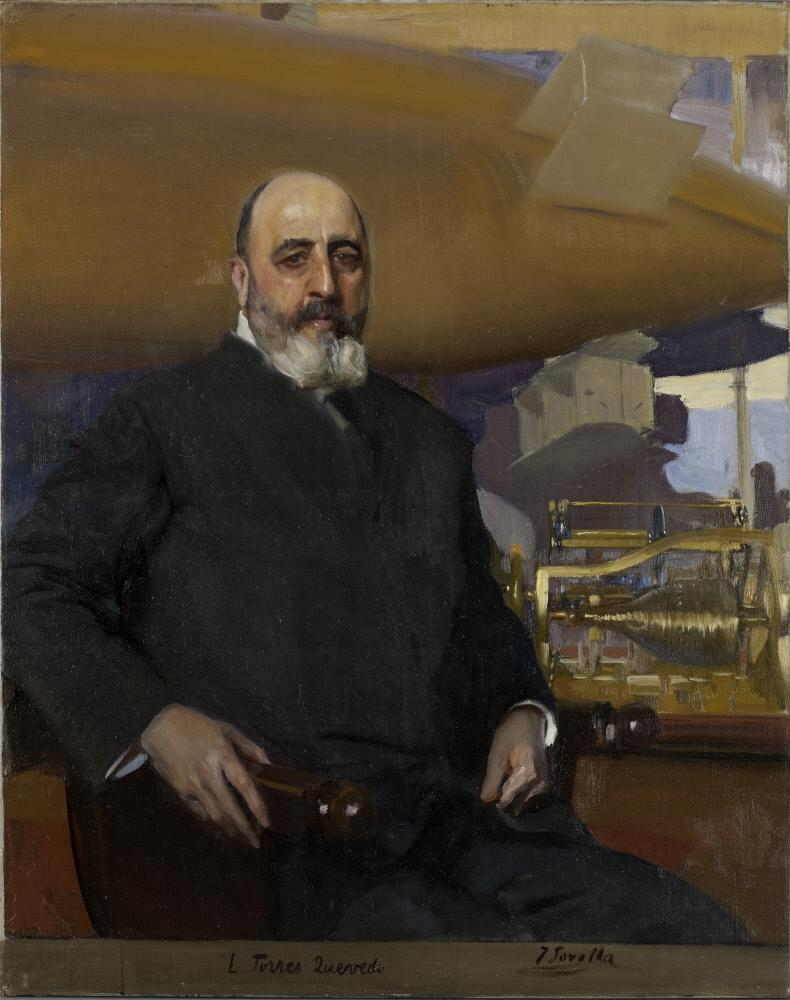
Leonardo Torres Quevedo, 1917
Joaquin Sorolla
The Hispanic Society of America, New York

En 1910, il se rendit en Argentine pour participer au Congrès américain international et proposer la mise en place d'une biographie scientifique et technologique.
En 1920, il entre à l'Académie royale espagnole et la même année devient membre de l'Académie des sciences à Paris. Il est également président de la Société espagnole de mathématiques.
En 1922, il est fait docteur honoris causa de l'université de La Sorbonne.
En 1930, il fait partie, avec Blas Cabrera et six prix Nobel de physique et de chimie, du comité de mécénat pour la création de la Société des Amis d'André-Marie Ampère, qui créera l'année suivante le Musée Ampère près de Lyon, premier musée de l'histoire de l'électricité.
Il était un ardent défenseur de la langue internationale espéranto, qu'il a soutenue, entre autres, au sein du Comité sur la coopération culturelle de la Société des Nations.
Il mourut à Madrid en pleine guerre civile espagnole, le 18 décembre 1936, à dix jours de ses 84 ans.

## Prodigieux inventeur
« Le savant ingénieur espagnol Torres Quevedo - aujourd'hui associé étranger de notre académie des sciences, - qui est peut-être le plus prodigieux inventeur de notre temps, dans l'ordre tout au moins des mécanismes, n'a pas craint de s'attaquer à son tour au problème de Babbage... »

— Maurice d'Ocagne, Hommes et choses de science, 1930
Dans ce même livre, et après avoir décrit les inventions de Torres en passant par ses machines analytiques, son joueur d’échec, sa télécommande et ses calculateurs analogiques, Maurice d'Ocagne conclus:

« Quelles perspectives de telles merveilles n'ouvrent-elles pas sur les possibilités de l'avenir en ce qui concerne la réduction à un processus purement mécanique de toute opération obéissant à des règles mathématiques ! En ce domaine, la voie a été ouverte, il y a près de trois siècles, par le génie de Pascal ; en ces derniers temps, le génie de Torres Quevedo est parvenu à la faire pénétrer en des régions où l'on n'aurait jamais osé penser à priori qu'elle pût avoir accès. »

## Inventions

### Machines analytiques

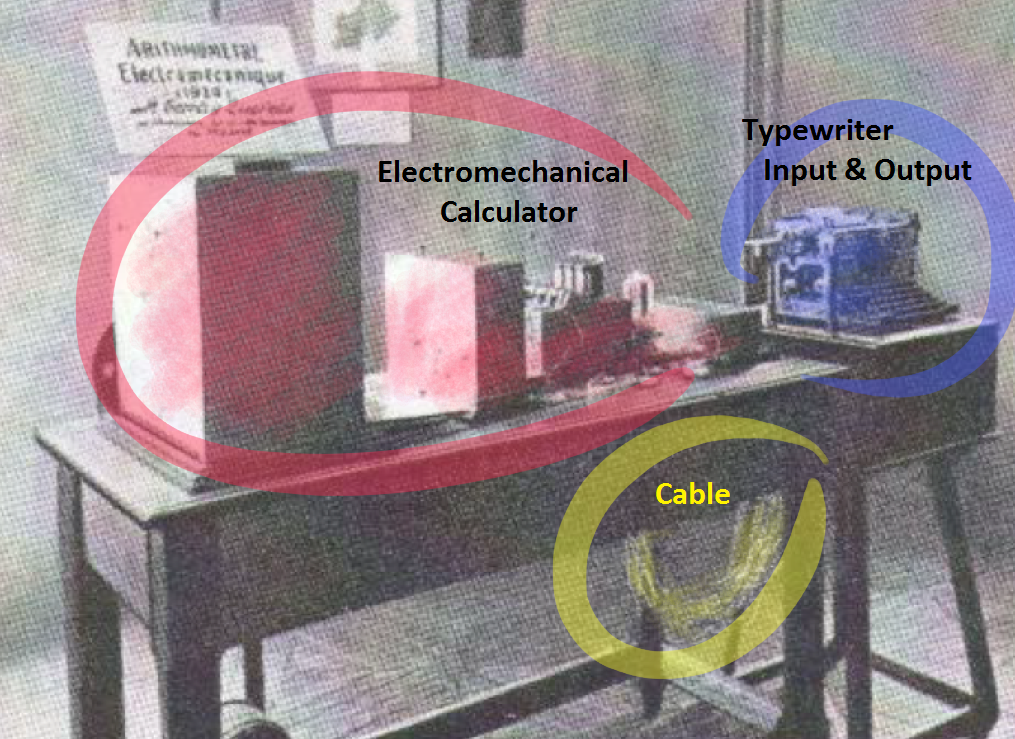
Machine analytique de Torres Quevedo. Cet arithmomètre électromécanique, le premier de ce genre, construit en 1920, était commandé par une machine à écrire qui permettait d'inscrire les commandes et d'imprimer les résultats.

Les travaux de Babbage avaient été bien connus du petit groupe des experts sur les machines à calculer d'avant la seconde guerre mondiale et ils furent célébrés dans leurs livres (Maurice d'Ocagne, Le calcul simplifié - 1894 -, L. Jacob, Calcul mécanique - 1911 -…). Mais les premiers historiens de l'informatique ne réalisèrent pas ce fait:

« Il est généralement admis que les travaux de Charles Babbage sur sa machine à calculer digital programmable, qu'il commença en 1835 et dont il continua le développement jusqu’à sa mort en 1871, avaient été complètement oubliés et qu'il avait été seulement reconnu tardivement comme un précurseur de l'ordinateur moderne.  Ludgate, Torres y Quevedo et Bush font mentir cette croyance car ils ont tous fait des contributions fascinantes qui méritent d’être mieux connues. »

— Brian Randell, présentation à MIT (1980), imprimé dans Annals of the History of Computing, IEEE (octobre 1982)
.
et donc, initialement, après la seconde guerre mondiale, Leonardo Torres ne fut pas reconnu comme un des précurseurs des calculateurs programmables alors qu'il avait inauguré l'ère des machines à calculer à relais avec ses premières machines analytiques électromécaniques.

« Les réalisations de George Stiblitz, d'Howard Aiken et d'IBM, de Konrad Zuse couronnent la transitoire mais capitale période des relais et des théoriciens.  Cette étape de la marche vers le calcul automatique s'est bâtie sur une technologies sommaire et éprouvée, celle des relais électromagnétiques.  La modestie même de ce niveau technologique contribue à donner un relief éclatant à la qualité des apports intellectuels de Torres y Quevedo, d'Alan Turing, de Claude Shannon. »

— Robert Ligonnière, Préhistoire et Histoire des ordinateurs (1987)

#### Utilisation de relais
Torres montra que la machine analytique mécanique de Babbage pouvait être construite avec des relais électromécaniques et le décrivit avec des schémas complets dans son Essais sur l'automatique.
Il réinventa ainsi, avec des relais, toutes les fonctions qui composaient la machine analytique : des composants de mémoires, un composant d'addition, de soustraction, de multiplication et de division et un lecteur de cartes perforées.
Les engrenages et roues de comptages des machines à calculer de Pascal (pascaline), de Thomas (arithmomètre), de Felt & Tarrant (comptomètre) et de tant d'autres disparaissent dans la machine de Torres. Ces roues de comptage servaient aussi de mémoire pour le résultat des opérations précédentes ; dans la machine de Torres, un élément de mémoire à un chiffre était composé d'une réglette coulissante contrôlée par deux relais et deux moteurs électriques, la roue n'est plus nécessaire. Konrad Zuse utilisa aussi des réglettes coulissantes pour les mémoires binaires de son Z3 qu'il commença en 1939.

#### Première machine analytique
La première machine analytique limitée de Torres avait une petite mémoire et permettait de calculer une équation à une inconnue. Elle est plus simple que la machine analytique dont il décrivit l'architecture interne dans ses Essais sur l'automatique, mais c'est la première machine à posséder une mémoire électromécanique.

#### Seconde machine analytique
La seconde machine analytique de Torres fut conçue pour le centième anniversaire de l'invention de l'arithmomètre, elle consistait d'une machine à écrire, d'un arithmomètre électromécanique et d'une imprimante. Il suffisait de taper 123 × 345 sur la machine à écrire, pour voir le résultat apparaître sur l'imprimante.

#### Essai sur l'automatique
Dans son Essai sur l'automatique Torres définit les machines analytiques du futur qui ne seront limitées que par leurs complexité. Torres écrit dans son essai :

« Imaginons une machine ... dans laquelle, au lieu de trois commutateurs, il y en ait des milliers ou des millions, s'il en faut, et que, au lieu de trois ou quatre positions différentes, chacun des commutateurs ait une position correspondant à chacun des signes d'écriture (lettres, chiffres, signes d'orthographe, etc.).
On comprend parfaitement qu'on peut, en se servant de ces commutateurs, écrire une phrase quelconque, ou même un discours plus ou moins long ; cela dépend du nombre des commutateurs dont on disposera.
À chaque discours correspondra donc une position du système et par conséquent un électro-aimant. Nous pouvons supposer que celui-ci déclenche un phonographe sur lequel est inscrite la réponse à la question qui a provoqué son déclenchement, et nous obtenons ainsi un automate capable de discuter de omni re scibili. »

### Dirigeable

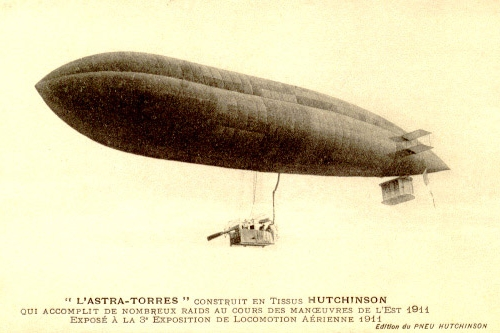
Le dirigeable Astra-Torres no 1 de 1911.

En 1902, Leornardo Torres Quevedo présente à l'Académie des sciences de Paris un nouveau type de dirigeable avec une conception nouvelle pour le maintien et le renfort de la voilure par un système auto-rigide au moyen de câbles flexibles,.
À partir de 1911, il collabore avec l'ingénieur en aéronautique Édouard Surcouf, au sein de la société aéronautique Astra, pour la réalisation d'un nouveau modèle de dirigeables dans les ateliers d'Issy-les-Moulineaux. Ce nouveau dirigeable, l'Astra-Torres N°I est beaucoup plus rapide et performant. Il y aura ensuite d'autres "Astra-Torres", dont le Pilâtre de Rozier (Astra-Torres N° XV), en l'honneur de l'aérostier Jean-François Pilâtre de Rozier, qui atteindra 23 000 m3, les dimensions du Zeppelin.
En 1918, Leonardo Torres Quevedo conçut en collaboration avec l'ingénieur Emilio Herrera Linares, un dirigeable transatlantique, qu'ils ont appelé Hispania, faisant de l'Espagne le premier pays à voler en dirigeable au-dessus de l'océan Atlantique.

### Téléphérique

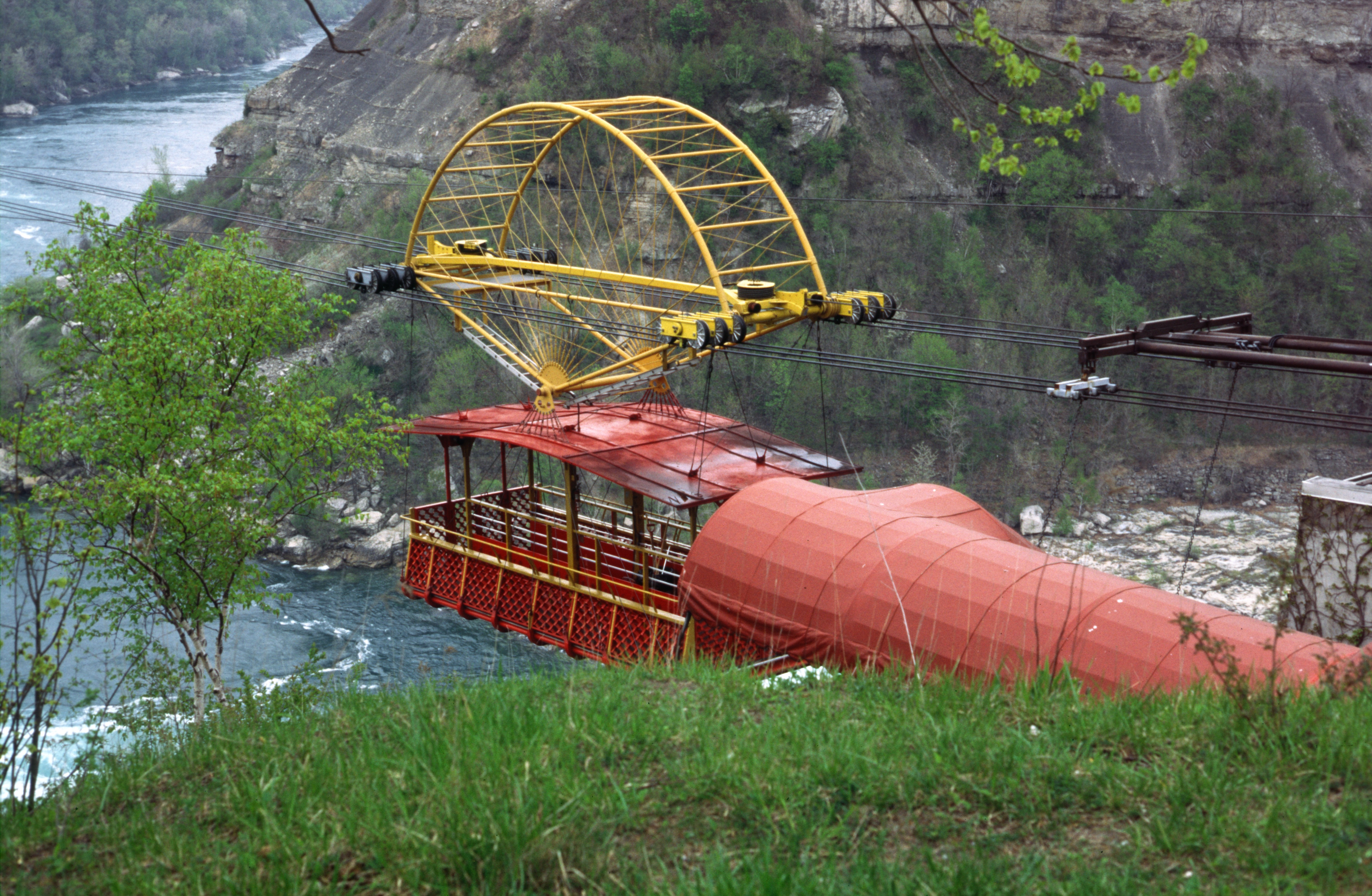
Ce téléphérique, inauguré le 8 août 1916 est toujours en service

En 1907, Torres réalise la première navette de transport public pour la montée des collines de Saint-Sébastien en Espagne.
En 1916, il réalise le funiculaire au-dessus des tourbillons de la rivière Niagara.

### Télécommande

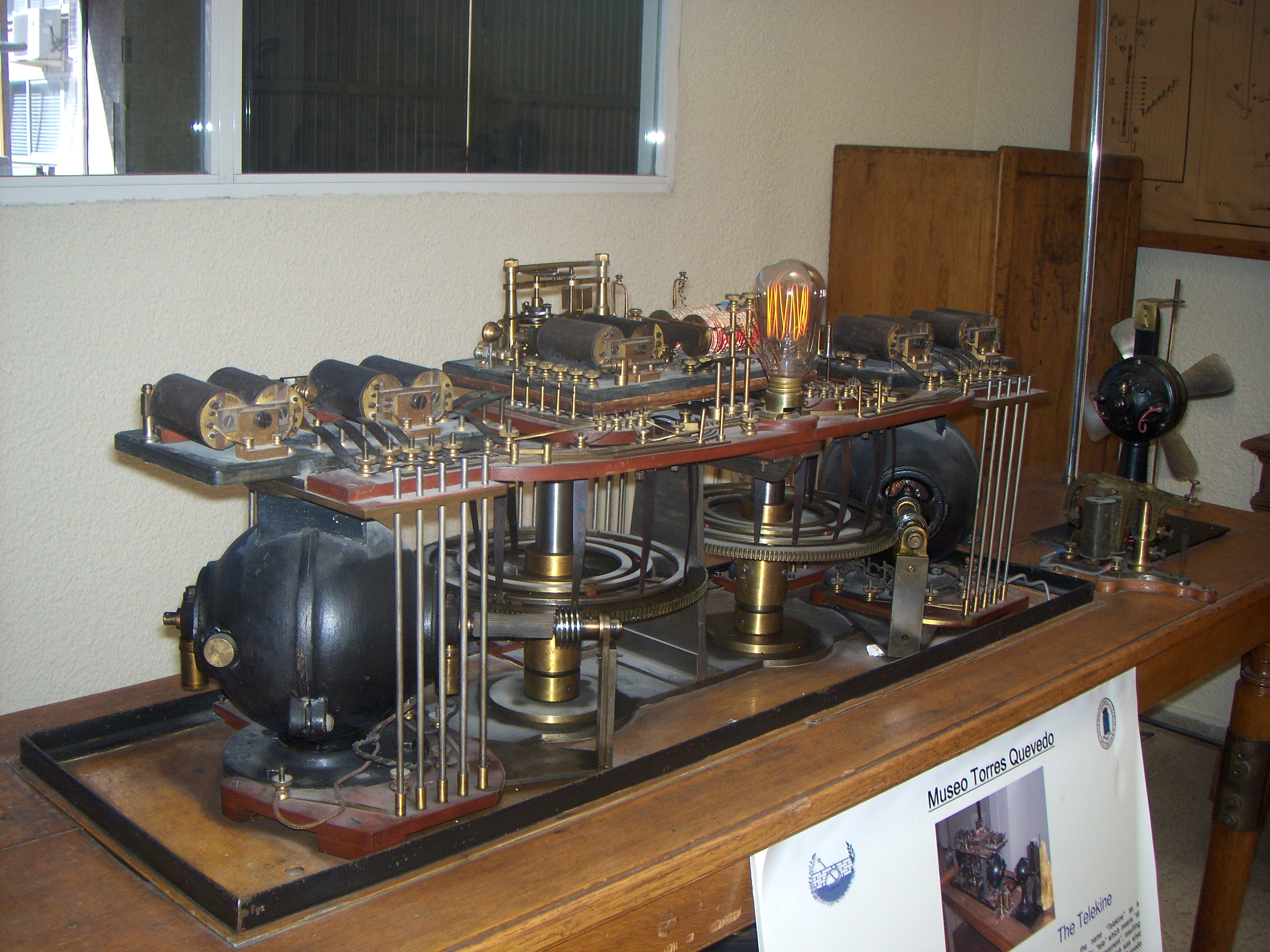
Le Telekino, qui exécutait des commandes transmises par ondes électromagnétiques.

Leonardo Torres Quevedo a été un pionnier dans le domaine de la télécommande. En 1903, il a présenté le projet "Telekino" à l'Académie des sciences de Paris, accompagné d'une démonstration expérimentale. La même année, il a obtenu un brevet en France, Espagne, Grande-Bretagne, et aux États-Unis.
Le Telekino était un robot dont les commandes étaient transmises par ondes radio. Ce fut la seconde machine radio-commandée publiquement démontrée au monde, Nikola Tesla ayant breveté son propre bateau contrôlé par télécommande en 1898, mais contrairement aux mécanismes "marche / arrêt" de Tesla, exécutant une action, selon qu'un signal est reçu ou non, Torres a défini une méthode de contrôle tout appareil mécanique ou électrique avec différents états de fonctionnement. Il a conçu un système de télécommande qui nécessitait deux choses : un émetteur, qui était capable d'envoyer une famille de différents mots de passe au moyen d'un signal télégraphique binaire, et un récepteur, capable d'établir un état de fonctionnement différent dans le appareil utilisé, en fonction du mot de code. En appliquant le Telekino aux navires à propulsion électrique, Torres a pu sélectionner différents postes pour le moteur de direction et différents vitesses du moteur de propulsion indépendamment. Il a également pu agir sur d'autres mécanismes comme la lumière, pour allumer ou éteindre, et un drapeau, pour le soulever ou le laisser tomber, en même temps. Plus précisément, il a pu faire jusqu'à 19 actions différentes avec son prototypes.
En 1904, il réalise ses premières expériences avec un tricycle, qu'il contrôlait par radio de distance pouvant atteindre environ 30 m. En 1906, en présence du roi Alphonse XIII et devant une grande foule, Torres a réussi à démontrer l'invention dans le port de Bilbao, guidant un bateau depuis le rivage. Plus tard, il tentera d'appliquer le Telekino aux projectiles et aux torpilles mais devra abandonner le projet faute de financement.
En 2007, le prestigieux Institute of Electrical and Electronics Engineers (IEEE) a consacré un Milestone en génie électrique et informatique au Telekino, sur la base des travaux de recherche développés à l'Université polytechnique de Madrid par le professeur Antonio Pérez Yuste.

### Calculateur analogique

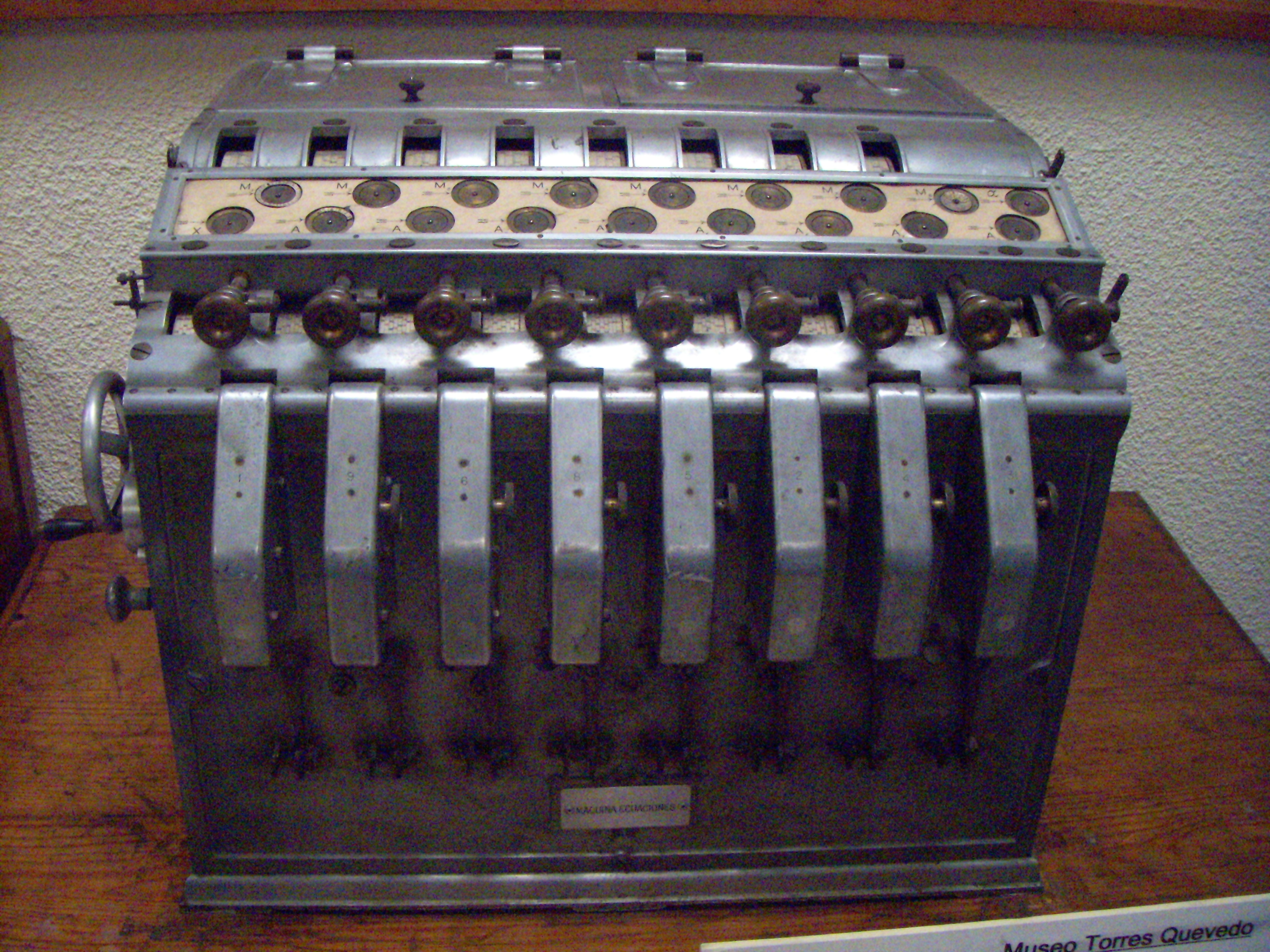
Machine de calcul algébrique.

Leonardo Torres Quevedo inventa aussi des calculateurs analogiques.
En 1895, il présenta un rapport sur les machines à calcul algébrique et analogique au Congrès de Bordeaux.
En 1900, il présenta son rapport sur les machines à calculer à l'Académie des sciences de Paris.

### Automate de jeu d’échecs
Leonardo Torres inventa le premier automate joueur d’échecs et créa ainsi le premier jeu électronique (bien qu'il fût électromécanique).

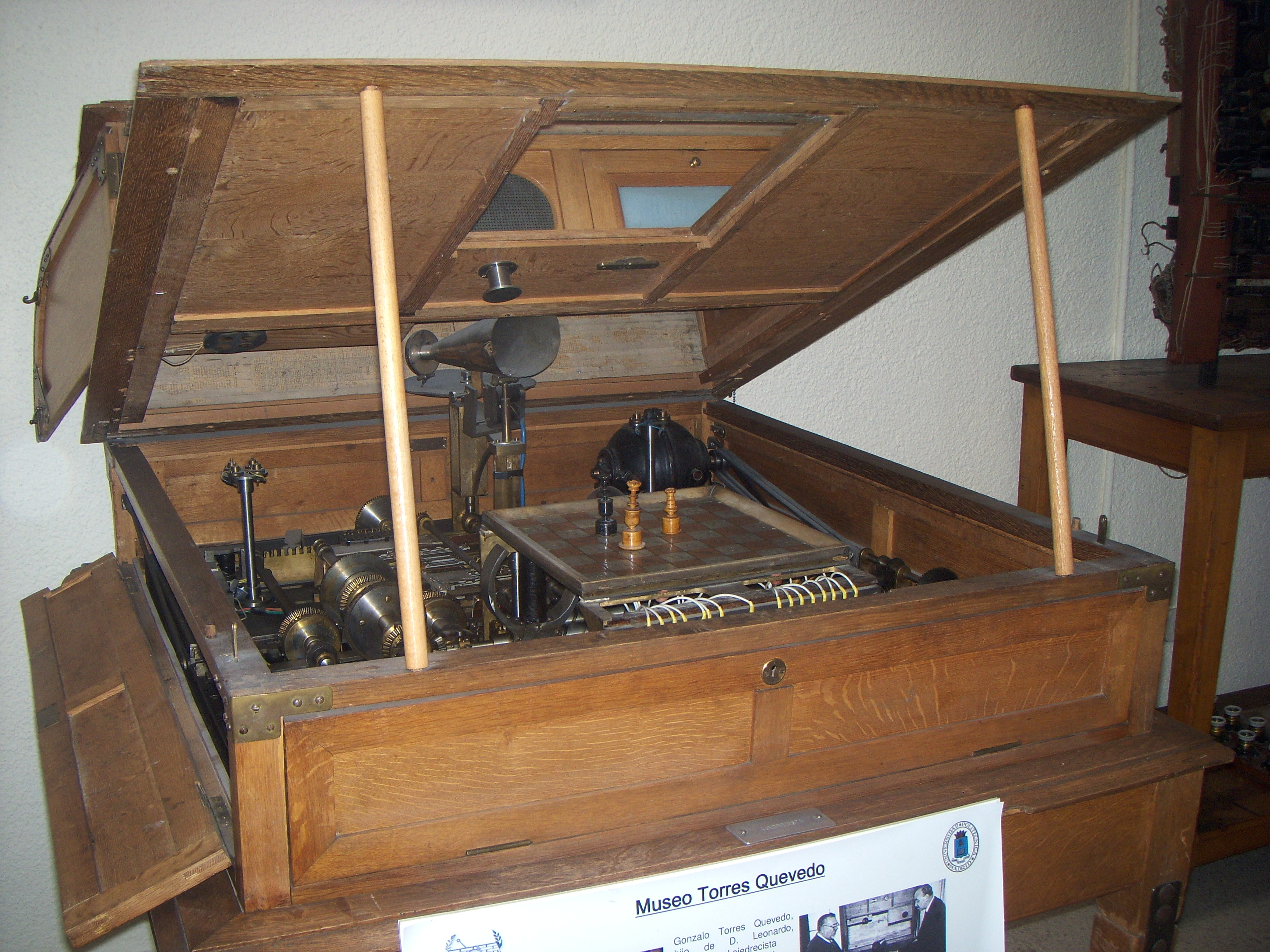
El Ajedrecista (automate joueur d'échecs).

Cet automate jouait la finale Roi et tour contre roi seul contre un opposant humain. Un bras mécanique déplaçait les deux pièces de l'automate. La machine gagnait toujours, 

« Si le joueur commet une erreur, la machine s’arrête, allumant une lampe.  Elle se remet en marche quand l'erreur est réparée.  Trois erreurs successives font bloquer le joueur d’échecs mécanique qui refuse de jouer...
Ainsi, la machine répond au coup qui lui est porté et joue, soit avec son roi, soit avec la tour, mais toujours de la façon la plus judicieuse, de sorte qu'après un nombre de coups mathématiquement déterminés, la machine gagne et annonce elle-même : Échec et mat ! par un phonographe, en même temps que ces mots s'inscrivent dans un voyant lumineux. »

— Alfred Chapuis, Les Automates (1949).
Ce fut le premier automate capable de prendre une décision automatiquement.
Son algorithme n'était pas optimal mais il arrivait toujours à faire échec au roi.
Il présenta son premier joueur d'échecs à la foire de Paris de 1914.
Le bras mécanique fut remplacé par des aimants dans une version ultérieure.

## Honneurs

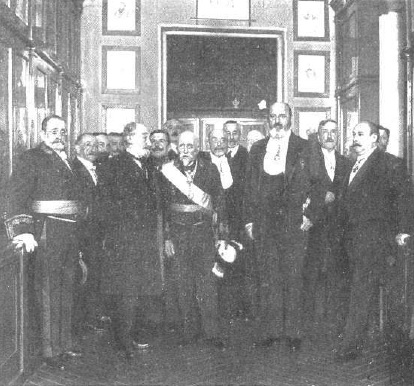
Torres reçoit la Médaille Echegaray à l'Académie royale des sciences exactes, physiques et naturelles en 1916.

Il a reçu diverses décorations,:
- Ordre de Charles III d'Espagne
- Grand-Croix de l'Ordre Civil d'Alphonse XII

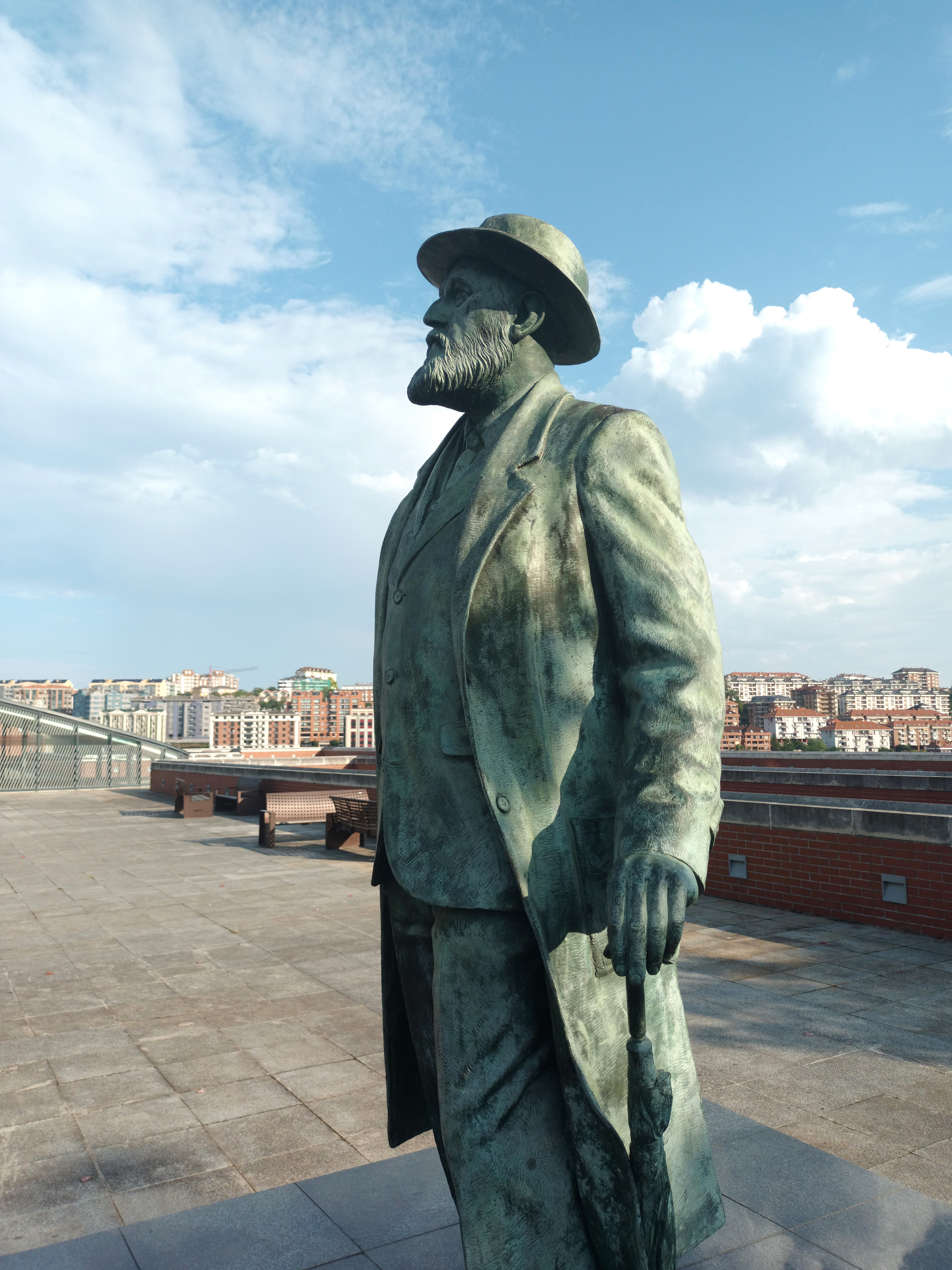
Statue de Leonardo Torres Quevedo à Santander (Espagne).

- Prix Parville de l’Académie des sciences (France)
- Médaille Echegaray
- Ordre de Sant'Iago de l'Épée
- Commandeur de la Légion d'honneur
- Doctorat honoris causa de La Sorbonne

### Sources
- Maurice d'Ocagne, Le Calcul simplifié, Paris, Gauthiers-Villars et fils, 1894
- Maurice d'Ocagne, Hommes et choses de science : Propos familiers, Paris, Librairie Vuibert, 1930
- L. Jacob, Calcul mécanique, Paris, O. Doin et fils, 1911
- Robert Ligonnière, Préhistoire et Histoire des ordinateurs, Paris, Robert Laffont, 1987, 356 p. (ISBN 978-2-221-05261-7)
- Alfred Chapuis et Edmond Droz, Les Automates : Figures artificielles d'homme et d'animaux, Histoire et technique, Neuchatel, Éditions du griffon, 1949
- (en) Brian Randell, « From Analytical Engine to Electronic Digital Computer : The Contributions of Ludgate, Torres, and Bush », IEEE, Annals of the History of Computing, vol. 4, no 4,‎ octobre 1982 (lire en ligne)
- (en) Nick Montfort, Twisty Little Passages : An Approach to Interactive Fiction, Cambridge, Mass./London, MIT Press, 2005, 286 p. (ISBN 0-262-63318-3, lire en ligne)
- Information de sa disparition dans le journal Solidaridad Obrera, de la CNT-AIT de Barcelone, le 10 janvier 1937 http://www.cedall.org/Documentacio/Premsa%20Llibertaria/Soli/19370000/19370110.pdf